# 酸化アルミニウム(II)
酸化アルミニウム(II) （英語: Aluminium(II) oxide、中国語: 一氧化鋁）は、2価のアルミニウムの酸化物で化学式AlOで表される化合物。本物質は普通は気体として存在する。

## 合成
本物質は酸化アルミニウムを3,260℃に加熱することで形成されるが、熱力学的に不安定である。
{\displaystyle {\ce {2Al2O3 -> 4AlO\ + O2}}}